# Arnie Oliver
Arnold Oliver (New Bedford, 22 maggio 1907 – New Bedford, 16 ottobre 1993) è stato un calciatore statunitense, di ruolo centrocampista.

## Carriera
Prese parte ai mondiali del 1930 con la Nazionale statunitense.